# Llista d'espècies de nestícids

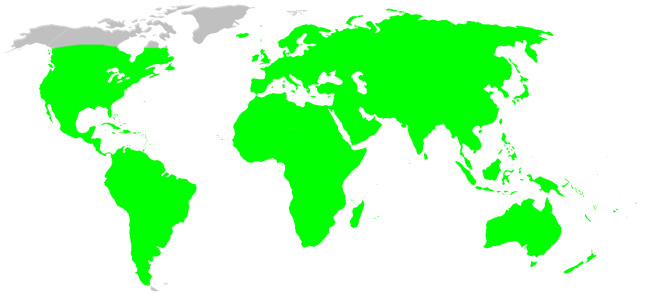
Distribució dels nestícids

Aquesta és la llista d'espècies de nestícids, una família d'aranyes araneomorfes. Conté la informació recollida fins al 31 d'agost de 2006 i hi ha citats 9 gèneres i 204 espècies, però la majoria formen part del gènere Nesticus amb 125 espècies. La seva distribució és molt extensa i es poden trobar per tot el món, excepte una petita franja molt septentrional.

## Gèneres i espècies

### Aituaria
Aituaria Esyunin & Efimik, 1998
- Aituaria nataliae Esyunin & Efimik, 1998 (Rússia)
- Aituaria pontica (Spassky, 1932) (Rússia, Geòrgia)

### Canarionesticus
Canarionesticus Wunderlich, 1992
- Canarionesticus quadridentatus Wunderlich, 1992 (Illes Canàries)

### Carpathonesticus
Carpathonesticus Lehtinen & Saaristo, 1980
- Carpathonesticus avrigensis Weiss & Heimer, 1982 (Romania)
- Carpathonesticus biroi (Kulczyn'ski, 1895) (Romania)
- Carpathonesticus birsteini (Charitonov, 1947) (Rússia, Geòrgia)
- Carpathonesticus borutzkyi (Reimoser, 1930) (Turquia, Geòrgia)
- Carpathonesticus caucasicus (Charitonov, 1947) (Geòrgia)
- Carpathonesticus cibiniensis (Weiss, 1981) (Romania)
- Carpathonesticus eriashvilii Marusik, 1987 (Geòrgia)
- Carpathonesticus fodinarum (Kulczyn'ski, 1894) (Romania)
- Carpathonesticus galotshkai Evtushenko, 1993 (Ucraïna)
- Carpathonesticus hungaricus (Chyzer, 1894) (Romania)
- Carpathonesticus ljovuschkini (Pichka, 1965) (Rússia)
- Carpathonesticus lotriensis Weiss, 1983 (Romania)
- Carpathonesticus mamajevae Marusik, 1987 (Geòrgia)
- Carpathonesticus menozzii (Caporiacco, 1934) (Itàlia)
- Carpathonesticus paraavrigensis Weiss & Heimer, 1982 (Romania)
- Carpathonesticus parvus (Kulczyn'ski, 1914) (Bòsnia-Hercegovina)
- Carpathonesticus puteorum (Kulczyn'ski, 1894) (Romania)
- Carpathonesticus racovitzai (Dumitrescu, 1980) (Romania)
- Carpathonesticus simoni (Fage, 1931) (Romania)
- Carpathonesticus spelaeus (Szombathy, 1917) (Romania)
- Carpathonesticus zaitzevi (Charitonov, 1939) (Geòrgia)

### Cyclocarcina
Cyclocarcina Komatsu, 1942
- Cyclocarcina floronoides Komatsu, 1942 (Japó)
  - Cyclocarcina floronoides komatsui Yaginuma, 1979 (Japó)
  - Cyclocarcina floronoides notoi Yaginuma, 1979 (Japó)
  - Cyclocarcina floronoides tatoro Yaginuma, 1979 (Japó)
- Cyclocarcina linyphoides (Komatsu, 1960) (Japó)

### Eidmannella
Eidmannella Roewer, 1935
- Eidmannella bullata Gertsch, 1984 (EUA)
- Eidmannella delicata Gertsch, 1984 (EUA)
- Eidmannella nasuta Gertsch, 1984 (EUA)
- Eidmannella pachona Gertsch, 1984 (Mèxic)
- Eidmannella pallida (Emerton, 1875) (Cosmopolita)
- Eidmannella reclEUA Gertsch, 1984 (EUA)
- Eidmannella rostrata Gertsch, 1984 (EUA)
- Eidmannella tuckeri Cokendolpher & Reddell, 2001 (EUA)

### Gaucelmus
Gaucelmus Keyserling, 1884
- Gaucelmus augustinus Keyserling, 1884 (North, Amèrica Central, Índies Occidentals)
- Gaucelmus calidus Gertsch, 1971 (Mèxic, Guatemala)
- Gaucelmus cavernicola (Petrunkevitch, 1910) (Jamaica)
- Gaucelmus pygmaeus Gertsch, 1984 (Panamà)
- Gaucelmus strinatii Brignoli, 1979 (Guatemala)
- Gaucelmus tropicus Gertsch, 1984 (Panamà)

### Nesticella
Nesticella Lehtinen & Saaristo, 1980
- Nesticella aelleni (Brignoli, 1972) (Sri Lanka)
- Nesticella Àfricana (Hubert, 1970) (Congo)
- Nesticella benoiti (Hubert, 1970) (Zimbabwe)
- Nesticella brevipes (Yaginuma, 1970) (Rússia, Xina, Corea, Japó)
- Nesticella buicongchieni (Lehtinen & Saaristo, 1980) (Vietnam)
- Nesticella chillagoensis Wunderlich, 1995 (Queensland)
- Nesticella connectens Wunderlich, 1995 (Malàisia)
- Nesticella helenensis (Hubert, 1977) (Santa Helena)
- Nesticella inthanoni (Lehtinen & Saaristo, 1980) (Tailàndia)
- Nesticella kerzhneri (Marusik, 1987) (Rússia)
- Nesticella machadoi (Hubert, 1971) (Angola)
- Nesticella marapu Benjamin, 2004 (Indonèsia)
- Nesticella mogera (Yaginuma, 1972) (Azerbaijan, Xina, Corea, Japó, Hawaii, Fiji)
- Nesticella nepalensis (Hubert, 1973) (Nepal)
- Nesticella odonta (Chen, 1984) (Xina)
- Nesticella okinawaensis (Yaginuma, 1979) (Japó)
- Nesticella proszynskii (Lehtinen & Saaristo, 1980) (Java)
- Nesticella quelpartensis (Paik & Namkung, 1969) (Corea)
- Nesticella renata (Bourne, 1980) (Nova Irlanda)
- Nesticella robinsoni Lehtinen & Saaristo, 1980 (Nova Guinea)
- Nesticella sechellana (Simon, 1898) (Seychelles)
- Nesticella sogi Lehtinen & Saaristo, 1980 (Nova Guinea)
- Nesticella songi Chen & Zhu, 2004 (Xina)
- Nesticella taiwan Tso & Yoshida, 2000 (Taiwan)
- Nesticella taurama Lehtinen & Saaristo, 1980 (Nova Guinea)
- Nesticella utuensis (Bourne, 1980) (Nova Irlanda)
- Nesticella yui Wunderlich & Song, 1995 (Xina)

### Nesticus
Nesticus Thorell, 1869
- Nesticus abukumanus Yaginuma, 1979 (Japó)
- Nesticus afghanus Roewer, 1962 (Afganistan)
- Nesticus akamai Yaginuma, 1979 (Japó)
- Nesticus akiensis Yaginuma, 1979 (Japó)
- Nesticus akiyoshiensis (Uyemura, 1941) (Japó)
  - Nesticus akiyoshiensis ofuku Yaginuma, 1977 (Japó)
- Nesticus ambiguus Denis, 1950 (Tanzània)
- Nesticus anagamianus Yaginuma, 1976 (Japó)
- Nesticus antillanus Bryant, 1940 (Cuba)
- Nesticus archeri Gertsch, 1984 (EUA)
- Nesticus arenstorffi Kulczyn'ski, 1914 (Bòsnia-Hercegovina)
- Nesticus arganoi Brignoli, 1972 (Mèxic)
- Nesticus asuwanus Nishikawa, 1986 (Japó)
- Nesticus balacescui Dumitrescu, 1979 (Romania)
- Nesticus barri Gertsch, 1984 (EUA)
- Nesticus barrowsi Gertsch, 1984 (EUA)
- Nesticus beroni Deltshev, 1977 (Bulgària)
- Nesticus beshkovi Deltshev, 1979 (Creta)
- Nesticus bishopi Gertsch, 1984 (EUA)
- Nesticus brasiliensis Brignoli, 1979 (Brasil)
- Nesticus breviscapus Yaginuma, 1979 (Japó)
- Nesticus brignolii Ott & Lise, 2002 (Brasil, Uruguai, Argentina)
- Nesticus brimleyi Gertsch, 1984 (EUA)
- Nesticus bungonus Yaginuma, 1979 (Japó)
- Nesticus calilegua Ott & Lise, 2002 (Brasil, Argentina)
- Nesticus campus Gertsch, 1984 (Mèxic)
- Nesticus carolinensis (Bishop, 1950) (EUA)
- Nesticus carpaticus Dumitrescu, 1979 (Romania)
- Nesticus carteri Emerton, 1875 (EUA)
- Nesticus caverna Gertsch, 1984 (Mèxic)
- Nesticus cellulanus (Clerck, 1757) (Holàrtic)
  - Nesticus cellulanus affinis Kulczyn'ski, 1894 (Hongria)
- Nesticus cernensis Dumitrescu, 1979 (Romania)
- Nesticus chikunii Yaginuma, 1980 (Japó)
- Nesticus citrinus (Taczanowski, 1874) (Guyana)
- Nesticus concolor Roewer, 1962 (Afganistan)
- Nesticus constantinescui Dumitrescu, 1979 (Romania)
- Nesticus cooperi Gertsch, 1984 (EUA)
- Nesticus coreanus Paik & Namkung, 1969 (Corea)
- Nesticus crosbyi Gertsch, 1984 (EUA)
- Nesticus delfini (Simon, 1904) (Xile)
- Nesticus diaconui Dumitrescu, 1979 (Romania)
- Nesticus dilutus Gertsch, 1984 (EUA)
- Nesticus echigonus Yaginuma, 1986 (Japó)
- Nesticus eremita Simon, 1879 (Europa)
- Nesticus fagei Kratochvíl, 1933 (Itàlia, Montenegro)
- Nesticus flavidus Paik, 1978 (Corea)
- Nesticus furenensis Yaginuma, 1979 (Japó)
- Nesticus furtivus Gertsch, 1984 (EUA)
- Nesticus Geòrgia Gertsch, 1984 (EUA)
- Nesticus gertschi Coyle & McGarity, 1992 (EUA)
- Nesticus gondai Yaginuma, 1979 (Japó)
- Nesticus gujoensis Yaginuma, 1979 (Japó)
- Nesticus henderickxi Bosselaers, 1998 (Creta)
- Nesticus higoensis Yaginuma, 1977 (Japó)
- Nesticus hoffmanni Gertsch, 1971 (Mèxic)
- Nesticus holsingeri Gertsch, 1984 (EUA)
- Nesticus idriacus Roewer, 1931 (Àustria, Itàlia)
- Nesticus inconcinnus Simon, 1907 (Sao Tomé)
- Nesticus ionescui Dumitrescu, 1979 (Romania)
- Nesticus iriei Yaginuma, 1979 (Japó)
- Nesticus iwatensis Yaginuma, 1979 (Japó)
- Nesticus jamesoni Gertsch, 1984 (Mèxic)
- Nesticus jonesi Gertsch, 1984 (EUA)
- Nesticus kaiensis Yaginuma, 1979 (Japó)
- Nesticus karyuensis Yaginuma, 1980 (Japó)
- Nesticus kataokai Yaginuma, 1979 (Japó)
- Nesticus kunisakiensis Irie, 1999 (Japó)
- Nesticus kuriko Yaginuma, 1972 (Japó)
- Nesticus kyongkeomsanensis Namkung, 2002 (Corea)
- Nesticus latiscapus Yaginuma, 1972 (Japó)
  - Nesticus latiscapus kosodensis Yaginuma, 1972 (Japó)
- Nesticus libo Chen & Zhu, 2005 (Xina)
- Nesticus lindbergi Roewer, 1962 (Afganistan)
- Nesticus longiscapus Yaginuma, 1976 (Japó)
  - Nesticus longiscapus awa Yaginuma, 1978 (Japó)
  - Nesticus longiscapus draco Yaginuma, 1978 (Japó)
  - Nesticus longiscapus kiuchii Yaginuma, 1978 (Japó)
- Nesticus luquei Ribera & Guerao, 1995 (Espanya)
- Nesticus lusitanicus Fage, 1931 (Portugal)
- Nesticus maculatus Bryant, 1948 (Hispaniola)
- Nesticus masudai Yaginuma, 1979 (Japó)
- Nesticus mikawanus Yaginuma, 1979 (Japó)
- Nesticus mimus Gertsch, 1984 (EUA)
- Nesticus monticola Yaginuma, 1979 (Japó)
- Nesticus morisii Brignoli, 1975 (Itàlia)
- Nesticus murgis Ribera & De Mas, 2003 (Espanya)
- Nesticus nahuanus Gertsch, 1971 (Mèxic)
- Nesticus nasicus Coyle & McGarity, 1992 (EUA)
- Nesticus nishikawai Yaginuma, 1979 (Japó)
- Nesticus noroensis Mashibara, 1993 (Japó)
- Nesticus obcaecatus Simon, 1907 (Espanya)
- Nesticus orghidani Dumitrescu, 1979 (Romania)
- Nesticus paynei Gertsch, 1984 (EUA)
- Nesticus pecki Hedin & Dellinger, 2005 (EUA)
- Nesticus plesai Dumitrescu, 1980 (Romania)
- Nesticus potreiro Ott & Lise, 2002 (Brasil)
- Nesticus potterius (Chamberlin, 1933) (EUA)
- Nesticus rainesi Gertsch, 1984 (Mèxic)
- Nesticus rakanus Yaginuma, 1976 (Japó)
- Nesticus ramirezi Ott & Lise, 2002 (Argentina)
- Nesticus reclusus Gertsch, 1984 (EUA)
- Nesticus reddelli Gertsch, 1984 (Mèxic)
- Nesticus sbordonii Brignoli, 1979 (Itàlia)
- Nesticus secretus Gertsch, 1984 (EUA)
- Nesticus sedatus Gertsch, 1984 (Mèxic)
- Nesticus sheari Gertsch, 1984 (EUA)
- Nesticus shinkaii Yaginuma, 1979 (Japó)
- Nesticus shureiensis Yaginuma, 1980 (Japó)
- Nesticus silvanus Gertsch, 1984 (EUA)
- Nesticus silvestrii Fage, 1929 (EUA)
- Nesticus sodanus Gertsch, 1984 (EUA)
- Nesticus sonei Yaginuma, 1981 (Japó)
- Nesticus speluncarum Pavesi, 1873 (Europa Meridional)
- Nesticus stupkai Gertsch, 1984 (EUA)
- Nesticus stygius Gertsch, 1984 (EUA)
- Nesticus suzuka Yaginuma, 1979 (Japó)
- Nesticus taim Ott & Lise, 2002 (Brasil)
- Nesticus takachiho Yaginuma, 1979 (Japó)
- Nesticus tarumii Yaginuma, 1979 (Japó)
- Nesticus tennesseensis (Petrunkevitch, 1925) (EUA)
- Nesticus tosa Yaginuma, 1976 (Japó)
  - Nesticus tosa iwaya Yaginuma, 1976 (Japó)
  - Nesticus tosa niyodo Yaginuma, 1976 (Japó)
- Nesticus uenoi Yaginuma, 1972 (Japó)
- Nesticus unicolor Simon, 1895 (Veneçuela)
- Nesticus vazquezae Gertsch, 1971 (Mèxic)
- Nesticus wiehlei Dumitrescu, 1979 (Romania)
- Nesticus yaginumai Irie, 1987 (Japó)
- Nesticus yamagatensis Yoshida, 1989 (Japó)
- Nesticus yamato Yaginuma, 1979 (Japó)
- Nesticus yesoensis Yaginuma, 1979 (Japó)
- Nesticus zenjoensis Yaginuma, 1978 (Japó)

### Typhlonesticus
Typhlonesticus Kulczyn'ski, 1914
- Typhlonesticus absoloni (Kratochvíl, 1933) (Montenegro)